# Cellach Mac Aodh
Cellach Mac Aodh (* 1080 in Irland; † 1. April 1129 in Ardpatrick), in einigen Quellen auch unter dem neu-irischen Namen Ceallach oder der latinisierten Form Celsus geführt, war von 1106 bis 1129 Erzbischof von Armagh. Seine Bedeutung liegt darin, dass er sich am Reformprozess der irischen Kirche führend beteiligte und in zahlreichen Auseinandersetzungen seine Autorität nutzte, um Frieden zu stiften.

## Leben

### Werdegang zum Erzbischof von Armagh
Cellach entstammt der Familie Clann Sínaich, die zumindest zwischen 965 und 1134 die Kontrolle über die Abtei von Armagh ausübte und diese Machtposition entsprechend irischem Recht innerhalb der Familie weitergab. 1105 wurde Cellach nach dem Tode des Laien-Abtes Domnall Mac Amalgada von Armagh ebenfalls als Laie Nachfolger auf dem Stuhl des heiligen Patrick. Allerdings ließ er sich früh von den in der Synode von Cashel im Jahre 1101 beschlossenen Reformen überzeugen und strebte sofort das Priesteramt an. Am 23. September 1105 wurde er zum Priester geweiht.
Nach dem Tode des Bischofs Cáenchomrac Ua Baigill von Armagh 1106 reiste Cellach nach Munster und wurde dort höchstwahrscheinlich von dem päpstlichen Legaten Maol Muire Ua Dunáin im Beisein weiterer Bischöfe, die der Reformbewegung angehörten, zum nachfolgenden Bischof von Armagh geweiht. Damit wurde der Weg geöffnet zu einer Reformierung der irischen Kirche.

### Synode von Rathbreasail
Die Gelegenheit zur Einführung einer modernen Diözesanverwaltung in Irland ergab sich 1111 in der Synode von Rathbreasail, zu der sehr viele Teilnehmer kamen. Die zeitgenössischen Chroniken nennen neben den beiden Leitern Maol Muire Ua Dunáin und Cellach den König von Munster Muirchertach Ua Briain und berichten, dass über 50 Bischöfe und 300 Priester daran teilnahmen. Entsprechend dem englischen Vorbild mit den Erzbistümern Canterbury und York wurde Irland in zwei Kirchenprovinzen mit je zwölf Diözesen aufgeteilt. Zur nördlichen Provinz unter der Leitung des Erzbischofs von Armagh gehörten Ulster, Connacht, Meath und Dublin. Die südliche Provinz wurde dem Erzbistum Cashel zugeordnet. Es schloss Munster und weite Teile von Leinster ein. Auch wenn Dublin zwar für den Norden mitgezählt, jedoch wegen seiner damals noch bestehenden Anbindung an Canterbury noch nicht mitbeteiligt war, ergab sich daraus ein großer Erfolg für Cellach, weil die Vorrangposition von Armagh als Sitz des Primas von Irland bestätigt wurde.

### Auseinandersetzung um das Bistum Dublin
1121 verstarb der Bischof von Dublin, Samuel von Dublin. Entsprechend den unterschiedlichen Strömungen der gleichzeitig skandinavisch und irisch geprägten Stadt wurden parallel zwei Nachfolgen angestrebt. Die irische Fraktion schickte eine Botschaft an Cellach, dass ein irischer Bischof gewünscht werde. Unterdessen schickte die skandinavische Fraktion den damaligen Subdiakon Gregory (irisch Gréine) in Anerkennung der früheren Anbindung des Bistums Dublin an Canterbury zum Erzbischof Ralph von Canterbury. Nachdem Gregory dem Erzbischof Ralph den Treueschwur leistete, wurde er umgehend in Lambeth zum Bischof geweiht. Bei seiner Rückkehr nach Dublin fand er jedoch den Bischofssitz von Cellach besetzt, der sich dank seines höheren Ansehens durchsetzen konnte. Gregory kehrte darauf nach Canterbury zurück und blieb dort mindestens bis zum Tode von Ralph im Jahr 1122. Später kam es zu einer gütlichen Einigung mit Cellach, als Gregory die Autorität des Primas von Irland anerkannte.

### Tod und Nachfolge
In der Zeit zwischen 1126 und 1128 bemühte sich Cellach mehrfach intensiv um einen Frieden in dem gewaltsamen Konflikt zwischen Munster und Connacht. Er war in dieser Sache über ein Jahr unterwegs und erreichte schließlich einen auf ein Jahr befristeten Frieden. Es ist naheliegend, dass Cellach im Jahr 1129 ebenfalls als Vermittler in Munster unterwegs war.
In Ardpatrick erkrankte er jedoch schwer und hatte noch Gelegenheit, ein Testament aufzusetzen. In diesem regelte er nicht nur sein Begräbnis, sondern machte auch den Versuch, entgegen dem Beschluss der Synode von 1101 ein Familienmitglied mit der Nachfolge zu betrauen. Der Bischof Malachias von Down verhinderte dies und wurde zu seinem Nachfolger. Entsprechend der Hagiographie von Bernhard von Clairvaux erging seine Bitte um Testamentsvollstreckung insbesondere an die Könige Conchobar Ua Briain von Nord-Munster und Cormac MacCarthaigh von Süd-Munster.
Nach seinem Tode in Ardpatrick am 1. April wurde Cellach entsprechend seinem testamentarischen Wunsch am 3. April in Lismore feierlich beigesetzt. Sein Wunsch in der Nachfolge wurde jedoch in Armagh ignoriert, weil er im Widerspruch zu der hereditären Nachfolge stand. Entsprechend konnte Malachias die Nachfolge erst nach einer längeren Auseinandersetzung antreten.

## Gedenktag
Cellach wurde in das im 12. Jahrhundert zusammengestellte irische Martyrologium des Gorman mit dem 6. April als Gedenktag aufgenommen. Dieser Gedenktag wurde von Baronius in das Martyrologium zunächst übernommen. Später wurde dies entsprechend dem Todestag auf den 1. April korrigiert.

### Sekundärliteratur
- Ailbe J. Luddy: Life of St. Malachy. M.H.Gill and Son, Ltd, 1930. Ein Nachdruck wurde von Llanerch Publishers 1994 herausgegeben, ISBN 1-897853-43-2.
- Aubrey Gwynn und R. Neville Hadcock: Medieval Religious Houses Ireland. Longman, London 1970, ISBN 0-582-11229-X.
- Aubrey Gwynn: The Irish Church in the Eleventh and Twelfth Centuries. Four Courts Press, Dublin 1992, ISBN 1-85182-095-7.